# Carolina (telenovela)
Carolina es una exitosa telenovela venezolana producida por el canal RCTV, en el año de 1976. Basada en la telenovela hecha también por RCTV en el año de 1965, titulada Yo compro esa mujer, original de Olga Ruilópez.
Protagonizada por Mayra Alejandra y José Luis Rodríguez, y con las participaciones antagónicas de Zoe Ducós y Pierina España.

## Trama
Gregorio y Elena Villacastín son dos hermanos que viven en una próspera hacienda en una provincia de Venezuela, con ellos vive su prima Enriqueta. A escondidas de su familia, Elena vive un intenso romance con Alberto, provocando la ira de su prima Enriqueta, quien siempre ha estado enamorada de Alberto. Ciega de celos, Enriqueta logra la complicidad del capataz de la hacienda (quien siente una baja pasión por ella), así que ambos fraguan un plan para que Gregorio Villacastín crea que Alberto lo ha robado. 
Gregorio acusa a Alberto y este es llevado a prisión, y Enriqueta se da por satisfecha al ver a su prima entristecida por la separación con Alberto, pero Elena luego descubre que está esperando un hijo de él. Cuando Gregorio se va de viaje al extranjero, Enriqueta aprovecha la oportunidad y encierra a Elena en un sótano, atormentándola con la noticia de que Alberto murió en la cárcel. 
Cuando Elena da a luz a un niño varón, nuevamente con la ayuda del capataz, Enriqueta planea deshacerse del niño y dejar a Elena encerrada para siempre en el sótano. El capataz entrega el niño a unos amigos y luego dice a Enriqueta que se deshizo de él y la chantajea para que se le entregue a cambio de su silencio, a lo que Enriqueta accede. Cuando Gregorio regresa de su viaje (y regresa casado), Enriqueta le dice que Elena murió en un accidente y que su cuerpo nunca apareció. El hijo de Elena es adoptado por una familia rica. 
Pasan los años, y Rodolfo Arismendi, el hijo de Elena, es un gallardo y apuesto hombre que, consciente de sus orígenes, quiere vengarse de los Villacastín por haber arruinado a su padre y haber matado a su madre. Don Gregorio ya es viudo pero tiene dos hijas, Carolina y Blanquita. Carolina es una joven muy hermosa y alegre, aunque también caprichosa, pues siempre ha sido mimada. 
En un crucero por el Caribe, Carolina se topa con Rodolfo, quien al saberla una Villacastín se propone casarse con ella y hacerla vivir un infierno, aunque no le resultará fácil porque Carolina tiene varios pretendientes. Don Gregorio Villacastín está al borde de la ruina, por lo que Rodolfo aprovecha para proponerle el negocio de casarse con su hija Carolina a cambio de salvarlo económicamente; Don Gregorio accede. 
Tras la boda, Rodolfo y Carolina se van de luna de miel a la Hacienda Villacastín en Santacruz de Mara; ahí se ha criado la bella pero tosca Bárbara, la hija que Enriqueta tuvo con el Capataz. Enriqueta odia a Carolina, y por eso manipula a su hija para que se encargue de hacerle la vida imposible y destruya el matrimonio. Bárbara así lo hace, aunque Carolina la cree una buena muchacha. Mientras tanto, Elena vaga por la hacienda hecha una piltrafa y siempre cargando una muñeca. 
Bárbara no tarda en enamorarse perdidamente de Rodolfo y quiere quitárselo a Carolina, para ello urde la intriga de que Carolina engaña a Rodolfo con un galán llamado Ricardo. Rodolfo se llena de celos, por eso, cuando Carolina queda embarazada, Rodolfo duda de la paternidad del bebé y hostiga a Carolina, provocando que pierda la criatura. Para añadir aún más dolor y tragedia, el médico le anuncia a Carolina que quedó estéril y nunca podrá ser madre. 
Don Gregorio, recorriendo la hacienda, ve vagando a la taciturna Elena y no tarda en reconocer en ella a su hermana. Atando cabos, concluye que todo ha sido un vil engaño de Enriqueta y se enfrenta a ella, pero Enriqueta lo empuja por una escalera; Gregorio se da un golpe en la cabeza y queda en estado de coma por un tiempo. Elena recupera la razón y se reencuentra con su hijo Rodolfo. 
Enriqueta es descubierta y la llevan a prisión para que pague todas sus fechorías. Las perfidias de Bárbara también son descubiertas y es expulsada de la casa. 
Rodolfo comprende que Carolina ha sido una gran víctima, le pide perdón y ella, rendida de amor, acepta perdonarlo. Además, Carolina sorpresivamente se descubre embarazada, lo que colma de dicha su matrimonio con Rodolfo. Vencidos los obstáculos, al fin todos son felices.

## Elenco
- Mayra Alejandra † - Carolina Villacastín
- José Luis Rodríguez - Rodolfo Salazar Villacastín / Rodolfo Arizmendi
- Elisa Stella - Elena Villacastín
- Zoe Ducós † - Enriqueta Villacastín
- Hugo Pimentel † - Gregorio Villacastín
- Alexis Escámez - Alfredo Salazar
- Julio Alcázar - Pablo
- Rolando Barral † - Jorge
- América Barrios † - María
- Vally Bell † - Vally
- Enrique Benshimol † - Federico
- Chiclayano † - Carcelero
- Argenis Chirivela † - Dr. Portillo
- Grecia Colmenares - Blanquita Villacastín
- Domingo Del Castillo † - Yuyo
- Verónica Doza - Esposa de Remigio
- Alberto Duval - Remigio
- Pierina España - Bárbara
- Pedro Espinoza † - El Cortao
- Guillermo Ferrán
- Nury Flores - Pastora
- Gerónimo Gómez † - Inspector Gómez
- Amanda Gutiérrez - Yajaira
- Renato Gutiérrez - Marcelo
- Julieta Henríquez - Madre de Remigio
- Lorenzo Henríquez - Guaimaro
- Susana Henríquez - Charito
- Tomás Henríquez † - Francisco
- Irene Inaudi - Doña Tilde
- Mimí Lazo - Nurbia
- Graciela López † - Teodora
- Karla Luzbel - Madre Superiora
- Alberto Marín † - Antonio
- Manuel Díaz Millán - Cachilapo
- Laura Mosquera - Herminia
- Yolanda Muñoz - Luisa
- Ignacio Navarro † - Vicente
- Nelly Pujols - Candelita
- Tony Rodríguez - Tony
- Suyin Rosa - Marucha
- Elitze Sánchez - Chinca
- Jean Carlo Simancas - Ricardo Jiménez
- Nancy Soto - Nacha
- Eduardo Frank
- Carlos Franchi

## Versiones
- Yo compro esa mujer, telenovela realizada en 1965 por RCTV y escrita Olga Ruilópez. Fue protagonizada por Pegui Walker y Manolo Coego.

- Yo compro esa mujer, telenovela realizada en 1966 por Telemundo. Fue protagonizada por Maribella Garcia y Braulio Castillo.

- Eu compro esa mulher, telenovela realizada en 1966 por TV Tupi. Fue protagonizada por Yoná Magalhães y Carlos Alberto.
- Yo compro esta mujer, telenovela realizada en 1969 por Canal 13. Fue protagonizada por Gabriela Gili y Sebastián Vilar.

- Yo compro esa mujer, versión libre realizada por Televisa en 1991, y protagonizada por Leticia Calderón y Eduardo Yáñez.

- Corazón salvaje, versión fusionada con Corazón salvaje de Caridad Bravo Adams, realizada por Televisa en 2009 y protagonizada por Aracely Arámbula y Eduardo Yáñez.

## Curiosidades
- Carolina fue un mega boom a las 9 de la noche, luego de los tibios resultados de Angélica (la primera telenovela protagonizada por la dupla Mayra Alejandra/José Luis Rodríguez), el canal 2 de Venezuela los volvió a reunir con una historia más dinámica y moderna y el éxito no se hizo esperar.
- En aquella época se estilaban telenovelas de 600 capítulos y Carolina iba enfilada hacia allá, pero fue entonces cuando entró en vigencia una ley presidencial que reguló la extensión en capítulos de las telenovelas y el canal se vio obligado a finalizar y ajustarse a la nueva ley. A pesar de eso, fue una telenovela medianamente larga pues tuvo más de 326 capítulos.
- Años después, Carolina fue repetida en el horario de las tardes donde alcanzó un éxito similar.